# 秋天的童話
《秋天的童話》（英語：An Autumn's Tale）是德寶電影公司出品、1987年上映的一部著名的香港愛情電影，講述一位初到他國留學的女子，在失戀期間與一位唐人街草根男子之間的故事。此片由張婉婷執導，羅啟銳編劇，周潤發、鍾楚紅、陳百強等主演，为张婉婷「移民三部曲」的第二部作品。本片榮獲1987年「第24屆金馬獎」的「最佳男主角」獎（周潤發），並在1988年「第7屆香港電影金像獎」中榮獲「最佳電影」、「最佳編劇」及「最佳攝影」獎。2005年，獲「香港電影金像獎協會」票選為「最佳華語片一百部」之一；2011年獲「香港康樂及文化事務署香港電影資料館」選為「百部不可不看的香港電影」的其中一部。有稱此片可能是港產片史上最成功的愛情片。此片主要是在美國纽约市取景拍攝。

## 製作背景
《秋天的童話》取材于張婉婷八十年代初在紐約的留學經歷，“船頭尺”的原型是她的一個好友「巢皮檸」（劉健寧），「女人真是茶煲（trouble）」，「I not yellow cow」都是他的原話。
由於1980年代香港電影業主要產出類型為動作片及喜劇片，故導演張婉婷與羅啟銳在推銷這部愛情文藝片時遇上很大阻滯，不少電影投資商對於「童話」二字望而卻步，亦覺得張羅二人選用當時還是票房毒藥的周潤發出演船頭尺這個角色投資風險太高，有片商建議將故事改成「旺角的童話」，將十三妹的角色改成男子，講述學生與黑社會之間的友情，由洪金寶、成龍或許冠文主演，但張羅二人不為所動，堅持要在紐約拍攝幷選用周潤發，最後在陳冠中的牽線下，將劇本交給德寶的岑建勳過目，並得到岑建勳的首肯投資拍攝。
在《秋天的童話》開拍前，周潤發因《英雄本色》而人氣急升，由「票房毒藥」變為票房保證，片商都爭著邀他做主角，令未與對方簽約的張十分徬徨，擔憂對方不再有興趣拍或要求增加片酬，幸而發哥最終兌現承諾赴美拍攝。
張婉婷很早已定下鍾楚紅作為女主角，原本岑建勳認為此角色並不適合她，並提議由繆騫人出演，但張婉婷覺得鍾楚紅有一種倔強的特質而堅持用她。
Vincent這個富家子留學外地的角色很早就已鎖定由陳百強飾演，高等教育、具貴氣、來自美國東岸的公子哥兒，香港有此氣質的藝人寥寥無幾，據聞亦與俞琤的建議有關。原本在劇本中此角色名為Winston，但在陳百強的堅持下更名為Vincent。
1986年9月，《秋天的童話》在紐約順利開機。張婉婷介紹周潤發給「巢皮檸」認識，但是「巢皮檸」並不怎麼喜歡周潤發，理由是他太花心。
當時，周潤發為了拍《秋天的童話》而向有江湖背景的另一片商要求給予他兩個月時間，之後便會回港拍他們的戲，故當時《秋》的片場有香港黑社會委託的當地黑社會幫派「飛龍」及「鬼影」全程監督，保證兩個月內拍完美國外景，讓周潤發能如期返港。
由於預算超支，此片的部分內景改在香港搭景拍攝。
此片於1987年7月10日晚上9:30在翡翠戲院上映首映礼，並於7月11日上映週末午夜場。

## 人物性格
船頭尺是一個不修邊幅、熱情大方、粗中有細的街頭癟三。身處成分復雜的街區以及移民身份的邊緣性，使他提煉出了獨樹一幟的價值觀和生存法則。他常常“炫耀”自己的自尊，然而這正是他自卑的表現，尤其是面對十三妹的時候。這種自卑來源于階級的差異。那一年33歲的他迎來了自己的初戀，他不懂如何表達自己的愛意，只能靠自己的「自尊」去武裝自己，以對抗他所懼怕的東西：孤獨、輕視和拒絕。
十三妹是一個受過高等教育的單純女子，遠赴重洋追尋自己的愛人Vincent，結果發現對方見異思遷。盡管她不認同船頭尺的生活方式，但仍然被樂觀的船頭尺潛移默化，從痛苦中振作起來，而對於愛情她有著清醒的認識。由于自身的優秀素質，很快在洋人世界找到了自己的位置。
Vincent也是一個受過高等教育的知識分子，年輕帥氣。作為十三妹的男友，他早一步到國外唸書，但他在西方感染了開放的感情觀念，另結新歡，可過了一段時間之後，他才發現新歡不及舊愛，但此時他可能再也不是那個十三妹不可或缺的人了。他的存在使得船尺實實在在的感受到自己的不足與卑微，令他明白到他應該改變些什麼來更接近十三妹所處的世界。

## 劇情
美丽而骄纵的年轻姑娘十三妹（Jenny）（钟楚红 飾）只身从香港赴纽约攻读大学，并探望先她赴美的男友Vincent（陈百强 飾）。前来机场接她的，是一个在唐人街打工的远房亲戚船头尺（周润发 飾）（「船頭尺」是雙關語，意思是「度水」，在香港俗語中為借錢的意思）。满口脏话、粗俗不堪的船头尺被人看作“烂鬼”。船头尺初時對十三妹感到厭煩，並稱她為「茶煲」（即英文的trouble，麻煩的意思）。
十三妹发现男友移情别恋，心灰意冷，把自己关在房里。一次因家中煤气泄漏而中毒，幸亏住楼下的船头尺及時拯救，得以很快康复，并逐渐建立信心，专心读书和工作。船頭尺对十三妹日久生情，开始戒煙戒赌。
船頭尺在自己34歲生日時，舉辦了一個大食會，並邀請了十三妹和她的朋友參加，怎知十三妹的男友 Vincent 突然出現，船頭尺感到不是味兒，只好悄悄離開。船頭尺在賭場聽聞好友「無柄遮」被人欺負，並決定聯同「中國同學會」的眾兄弟友為「無柄遮」出頭打架，十三妹阻止不果，更險出現意外。
秋天时，十三妹決定接受 Mrs. Sherwood 在她長島家中的新工作，離別時，船头尺將自己的二手車賣掉，買了一條錶帶送給她配襯其手錶機芯，卻發現她將手錶機芯送了給自己。
一段时间之后，当十三妹旧地重游时，发现在海边开了一间喚作「舢舨」（Sampan）的餐厅，而店主卻是。。。
在一個西方世界的氛圍下，《秋天的童話》的主創們把東方人的含蓄美發揮到了極致。
張婉婷曾透露船頭尺有一幕戲是他面對即將離去的十三妹，面部表情由初時瀟灑的笑，慢慢變為難過，然後眼泛淚光，再決定要追十三妹。當時現場有許多從唐人街來的人圍觀，原先嘈雜不堪，但周潤發迅速進入了情緒，以致在場的眾人均被感染，頓時鴉雀無聲，他們沉默著，跟隨著周潤發一起失落、猶豫、悲痛。在導演的一聲“cut”之後，全場拍掌。
張婉婷在2019年接受陳百強歌迷訪問時如此評價《秋天的童話》中的陳百強：「Vincent的角色，非Danny莫屬；他既有公子哥兒的獨有氣質，也有一種毋需憂柴憂米的個性，簡直是將自己現實的一面溶化入角色之中，完全不造作，自然流露，發揮得淋漓盡致！」

## 電影歌曲
陳百強專程為《秋天的童話》創作了電影主題曲《夢囈》，並按經理人陳家瑛的建議由好友俞琤和陳少琪按劇本填上歌詞。但其後導演張婉婷覺得若由陳百強主唱會與他劇中的角色有所衝突（隨著社會風氣改變，演員兼任歌手唱主題曲反成正常安排），便建議此曲由他人主唱，但陳百強不願割愛，後來主題曲選用了由盧冠廷作曲、呂方主唱的《別了秋天》。
| 歌名                   | 主題曲/插曲 | 演唱           | 作曲     | 作詞         | 編曲   | 收錄專輯 |
| 別了秋天               | 主題曲      | 呂方           | 盧冠廷   | 陳少琪、俞琤 | 趙增熹 | 痴戀     |
| 在森林和原野（清唱版） | 插曲        | 周潤發、鐘楚紅 | 芬蘭民歌 | 鄭國江       |        |          |

## 演員表
| 演員   | 角色           | 備註 |
| 鍾楚紅 | 十三妹（李琪） | 英文名Jennifer，暱稱Jenny。廿三歲的年輕女子，隻身到美國紐約留學讀戲劇，並打算探望已在美國留學的男友。初抵埠即由一名遠親（船頭尺）接機。她人生路不熟，得船頭尺照顧。後來發現原來男友已移情別戀，而船頭尺對她竟然日久生情，但二人生活世界截然不同，只好理性地在保持距離，又在感性地接近...... |
| 周潤發 | 船頭尺         | 英文名Samuel Pang，十三妹表舅父的侄子，三十三歲。在紐約唐人街餐館任服務生的老粗，曾經行船十年，好賭而且生活亦不修邊幅，講義氣。發現對十三妹日久生情後，於是暗戀令他嘗試改變發奮，卻又自覺配不上十三妹而不敢表露。                                                                           |
| 陳百強 | Vincent        | 十三妹原來的男友。 |
| 黃淑儀 | Mrs. Sherwood  | 十三妹在其富宅任褓姆的僱主。 |
| 鄭明宜 | Anna Sherwood  | Mrs. Sherwood 的女兒。 |
| 荆永卓 | 豉油碟         | 船頭尺在唐人街的兩位好朋友之一。 |
| 吳福星 | Peggy          | Vincent 在美國的新女友。 |
| 黄曼   |                | 十三妹的媽媽 |
| 盧業瑂 | 美芝美         | 十三妹的朋友 |
| 陳銳然 |                | |
| 熊光棠 |                | |

## 獎項
| 年份 | 頒獎典禮            | 獎項             | 名單         | 結果              |
| ---- | ------------------- | ---------------- | ------------ | ----------------- |
| 1987 | 第24屆金馬獎        | 最佳劇情片       | 德寶電影公司 | 提名              |
| 1987 | 第24屆金馬獎        | 最佳導演         | 張婉婷       | 提名              |
| 1987 | 第24屆金馬獎        | 最佳男主角       | 周潤發       | 獲獎              |
| 1987 | 第24屆金馬獎        | 最佳女主角       | 鍾楚紅       | 提名              |
| 1987 | 第24屆金馬獎        | 最佳原著劇本     | 羅啟銳       | 提名              |
| 1987 | 第24屆金馬獎        | 最佳攝影         | 鍾志文       | 提名              |
| 1988 | 第7屆香港電影金像獎 | 最佳電影         |              | 獲獎              |
| 1988 | 第7屆香港電影金像獎 | 最佳導演         | 張婉婷       | 提名              |
| 1988 | 第7屆香港電影金像獎 | 最佳編劇         | 羅啟銳       | 獲獎              |
| 1988 | 第7屆香港電影金像獎 | 最佳男主角       | 周潤發       | 提名              |
| 1988 | 第7屆香港電影金像獎 | 最佳女主角       | 鍾楚紅       | 提名              |
| 1988 | 第7屆香港電影金像獎 | 最佳攝影         | 、鍾志文     | 獲獎              |
| 1988 | 第7屆香港電影金像獎 | 最佳音樂         | 盧冠廷       | 提名              |
| 2005 | 香港電影金像獎協會  | 最佳華語片一百部 |              | 獲獎 (第四十九名) |

## 經典對白
- Vincent：「我記得Woody Allen講過，愛情就好像一條鯊魚一樣，要不停的向前游，不然會死的。」
- 船頭尺：「阿倫邊有咁講過啫，阿倫剩係話這陷阱這陷阱偏我遇上之嘛，bullshit。」
- 十三妹：「你不懂，女人二十三歲，比男人三十三歲老。」
- 船頭尺：「我這輩子什麼都沒有，但最起碼還有點自尊。」
- 船頭尺：「我最希望有一天在這裏開一家餐館，門口對著大西洋，每天晚上收工，搬張椅子出來，坐在門口，吹吹海風，喝喝啤酒，不知道多寫意。」
- 船頭尺：「三大規條：戒賭、戒酒、戒煙。五大目標：學海無涯，唯勤是岸；拿完綠卡要拿金卡；穿鞋要穿襪；英文講Grammar；想做就去做，船頭愛茶煲......有人愛茶煲。」
- 十三妹：「有一種男人，你和他在一起很開心，你很想和他在一起，可是要你嫁給他，你又不會。我們是兩個世界的人，如果有一天發覺彼此合不來而要分開，我們都會受不了。他已經三十幾歲了，這次才是他的初戀。我跟Vincent分手後，至今才安定下來。你知道，戀愛一次，元氣大傷。」

## 軼事
- 《秋天的童話》是張婉婷、羅啟銳的移民三部曲電影中的第二部。《非法移民》講非法移民，《秋天的童話》講合法移民和留學生，而《八兩金》則講衣錦還鄉。
- 羅啟銳後來透露當時他與周潤發洽談接拍《秋天的童話》後（還未簽約），隨即在當晚與發哥前往戲院觀看《英雄本色》的首映，當時戲院已座無虛席，他倆惟有坐在戲院裏的樓梯上看完此片。當發現完片後觀眾們的熱烈迴響，羅啟銳心中頓然升起一絲隱憂，擔心突然在電影界走紅的發哥未必會再接拍《秋天的童話》。
- 張婉婷前作《非法移民》的男女主角荊永卓及吳福星亦有在本作演出。前者飾演船頭尺的好朋友「豉油碟」；後者飾演十三妹前男友Vincent的新女友 Peggy。荊永卓是張婉婷和羅啟銳在紐約大學電影系的同班同學。吳福星在此兩作後並未在演藝圈活躍。
- 陳百強曾透露他原本只是客串演出《秋天的童話》，並沒有收取片酬，但片方在公映時卻將他列為主演之一。
- Vincent所說的「爱情就好像一條鲨鱼那樣」一詞是來自Woody Allen主演的電影《Annie Hall》中的名句「A relationship is like a shark—it has to constantly move forward, or it dies.」。
- 導演拍攝時未經同意下令美術指導將紐約公園樹葉噴紅，最後被告上法庭。[17]
- 片中有一個鏡頭是拍周潤發在跑，用了1000mm鏡頭來拍，但因難以抓到焦點，周潤發跑了十五天才完成。
- 船頭尺意外「交換」禮物的情節原型是美國短篇小說《麥琪的禮物》，文中年輕貧賤夫妻忍痛割愛互贈圣誕禮物——妻有一頭美麗的秀發，夫變賣心愛的金表買了一枝鑲珠寶的梳子送給妻；豈料妻剪去長發賣掉，為夫買了一條白金表鏈。船頭尺以為能跟十三妹有發展，「傾家蕩產」買了她之前看中要搭她那爺爺送的手錶，卻買不起的貴重表帶；豈料再見十三妹卻是分手時，兩人互換禮物，分開后他開盒，她送的正是她爺爺送的表芯。
- 岑建勳原先認為船頭尺與十三妹應坐在岸邊，唱着《在森林和原野》完場，但張婉婷堅持想讓船頭尺開一間餐廳，算是幫巢皮檸完成夢想。
- 片中各場景攝於：

火車站：Lackawanna Railroad Terminal
船頭尺之家：Monroe Street 73號附近
船頭尺家附近、畫作及十三妹坐Vincent車離去的大橋：Manhattan Bridge
船頭尺當侍應的酒樓：銀宮大酒樓Silver Palace (52, Bowery Street)（現已結業）
銀宮酒樓窗外、十三妹離開船頭尺前往長島的大橋：Brooklyn Bridge
十三妹踩單車的公園：中央公園Central Park
十三妹重遇Vincent的公園：Brooklyn Heights Promenade
船頭尺買了錶帶回家時經過：Roosevelt Island纜車站
片末十三妹獨自於清晨看東河風景時的大橋：Williamsburg Bridge
片末Sampan海岸餐廳的位置：位置難考證（恐已清拆），現唯一相似的是Coney Island海灘的一道沿出海上的橋
其他在片中出現的街道：Mott Street、Doyer Street
- 潘迪生原先對此片的信心不足，因此在岑建勳的不知情下，只留了約兩個星期的上映檔期給《秋天的童話》，並與美國公司簽訂了之後在德寶院線上映美國動畫電影《老鼠也移民》(An American Tail)，但《秋天的童話》卻持續票房強勁，為此岑建勳唯有安排在別的院線繼續上映此片。[19]
- 此片在台灣上映時，當地片商王應祥將片名改為《流氓大亨》。
- 此片在日本上映時名為《誰かがあなたを愛してる》（有人愛著你），曾在當地一間戲院上映了8至9個月，主導此事的負責人Mr Kabata幾年後升職，還因此投資了一部分資金拍張婉婷的《宋家皇朝》
- 有傳編劇羅啟銳曾想過寫續集《冬天的寓言》，唯發覺下不了筆，只好作罷，正如張婉婷所說：「定格在最美的一刻，不是很好嗎？」

### 爭議
無綫電視翡翠台於2006年10月1日重播《秋天的童話》，片中出身市井的船頭尺說話粗俗，播放後無綫電視遭市民投訴節目含有粗口。投訴人指船頭尺駕車接載女主角十三妹時與一批西班牙裔流氓發生爭執，於互相指罵時罵了廣東話粗口「屌你！」，投訴在周日下午播放會對兒童產生不良影響。廣播事務管理局調查後裁定投訴成立而對無綫發出勸喻，指出節目中含有髒話如「FUCK」及「冚家剷」，粗俗及極度惹人反感，促請嚴格遵守《電視通用業務守則—節目標準》；其後再頒下詳細判辭，要求重播該劇時，除了以上2個用字外，其他粗俗對白如「隊霖佢」、「躝癱」及「仆街」等也須刪走。導演張婉婷表示船頭尺說話較粗俗是為切合角色需要，惟戲中並無「屌你！」這句對白，可能只是近似音出現在背景嘈雜聲音中；無綫電視外事部助理總監曾醒明稱電影已播映多年、又在電視台重播多次，質疑廣管局是次裁決的理據。事件惹來社會爭議，批評政府收縮藝術創作空間及「開倒車」。
相隔不足半年，無綫電視在2007年3月12日凌晨12時45分再度重播《秋天的童話》，刪除了「FUCK」與「冚家鏟」兩個粗口，男主角船頭尺的其他粗俗用語依然保留。

## 其他國家片名
- 日本：《誰かがあなたを愛してる》（有人爱着你）
- 韓國：《가을날의동화》（秋天的童话）

## 另見
- 電影《非法移民》
- 電影《八兩金》
- 陳百強《痴心眼內藏》專輯

## 外部連結
- 香港影庫上《秋天的童話》的資料（繁體中文）
- 開眼電影網上《流氓大亨》的資料（繁體中文）
- 豆瓣电影上《秋天的童話》的資料 （简体中文）
- 时光网上《秋天的童話》的資料（简体中文）
- AllMovie上《秋天的童話》的资料（英文）
- 爛番茄上《秋天的童話》的資料（英文）
- 互联网电影数据库（IMDb）上《秋天的童話》的资料（英文）
- 《秋天的童話》日本版劇照（页面存档备份，存于）